# Honda Civic (quinta generación)

## Motorizaciones
| Código motor | Cilindrada | N.º Válvulas | Potencia | Características | Modelo                 |
| ------------ | ---------- | ------------ | -------- | --------------- | ---------------------- |
| D13B2        | 1.300cc    | 16v          | 75cv     | SOHC Carburado  | EG3 (LX)               |
| D15B         | 1.500cc    | 16v          | 130cv    | SOHC VTEC       | EG (VTi JDM)           |
| D15B2        | 1.500cc    | 16v          | 92cv     | SOHC NON-VTEC   | EG4/EG8 (lsi)          |
| D15B3        | 1.500cc    | 16v          | 91cv     | carburado       | EG8 (EX)               |
| D15B5        | 1.500cc    | 16v          | 91cv     | SOHC VTEC-E     | EG8 (LX)               |
| D15B7        | 1.500cc    | 16v          | 102cv    | SOHC            | EJ2 (Coupe)            |
| D15B8        | 1.500cc    | 8v           | 79cv     | SOHC            | CX                     |
| D15Z1        | 1.500cc    | 16v          | 91cv     | VTEC-E          | VX                     |
| D15Z3        | 1.500cc    | 12-16v       | 91cv     | VTEC-E          | MA9 (Europa)           |
| D16A9        | 1.600cc    | 16v          | 130cv    | DOHC            | EG5 (Si JDM)           |
| D16Z6        | 1.600cc    | 16v          | 125cv    | SOHC VTEC       | EJ1/EG5/EH3 (ESi)/(Si) |
| D16Z9        | 1.600cc    | 16v          | 130cv    | SOHC VTEC       | EJ1 (Coupe)            |
| B16A         | 1.600cc    | 16v          | 170cv    | DOHC VTEC       | EG6 (SiR JDM)          |
| B16A1        | 1.600cc    | 16v          | 160cv    | DOHC VTEC       | EG6 (JDM)              |
| B16A2        | 1.600cc    | 16v          | 160cv    | DOHC VTEC       | EG6/EG9 (VTi Europeo)  |
| B16A3        | 1.600cc    | 16v          | 160cv    | DOHC VTEC       | EG6 (VTi Brasil)       |